# Škoda Fabia
Škoda Fabia – samochód osobowy klasy aut miejskich produkowany pod czeską marką Škoda od 1999 roku. Od 2021 roku produkowana jest czwarta generacja pojazdu.

## Pierwsza generacja

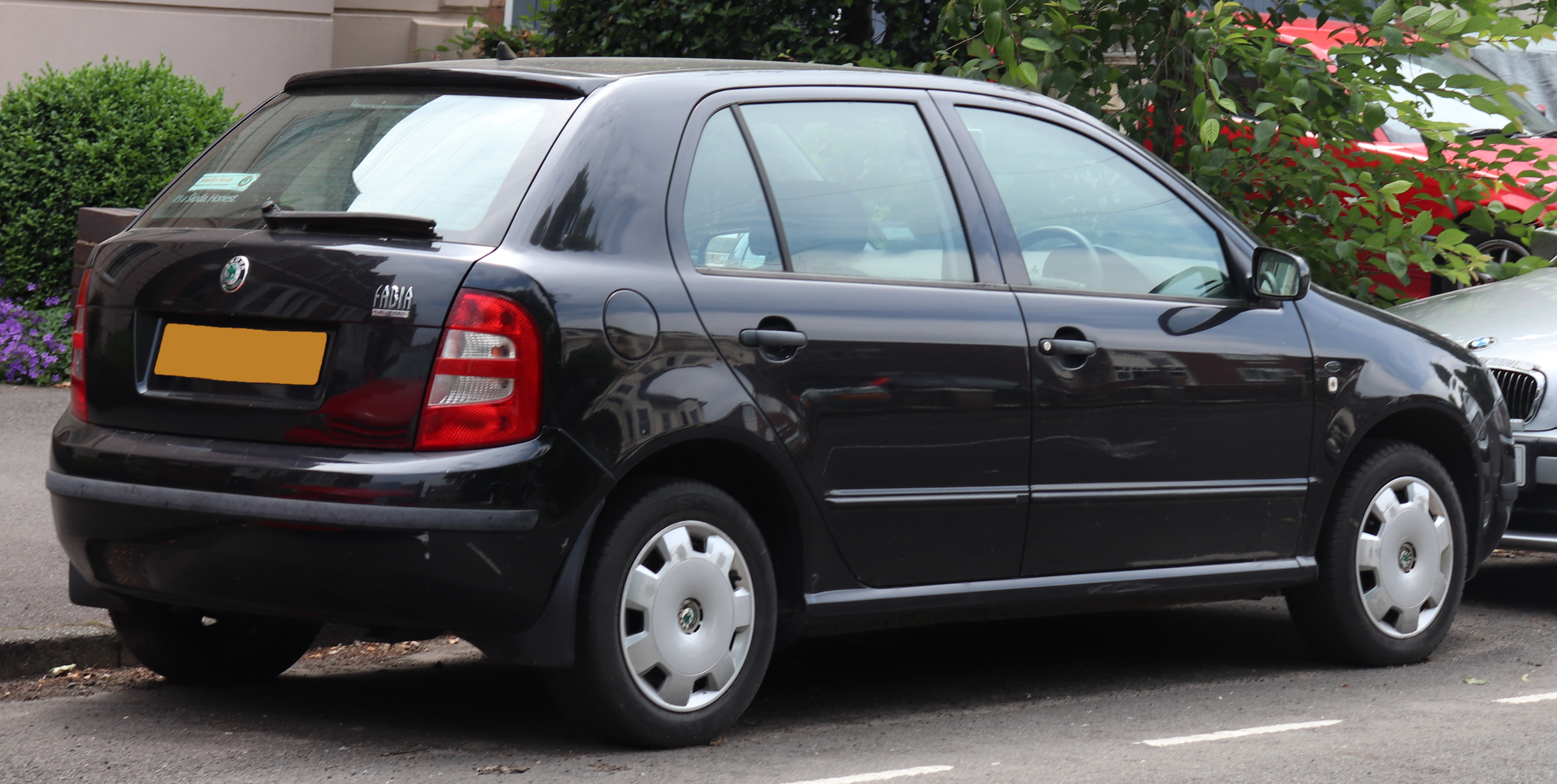
Škoda Fabia I – tył

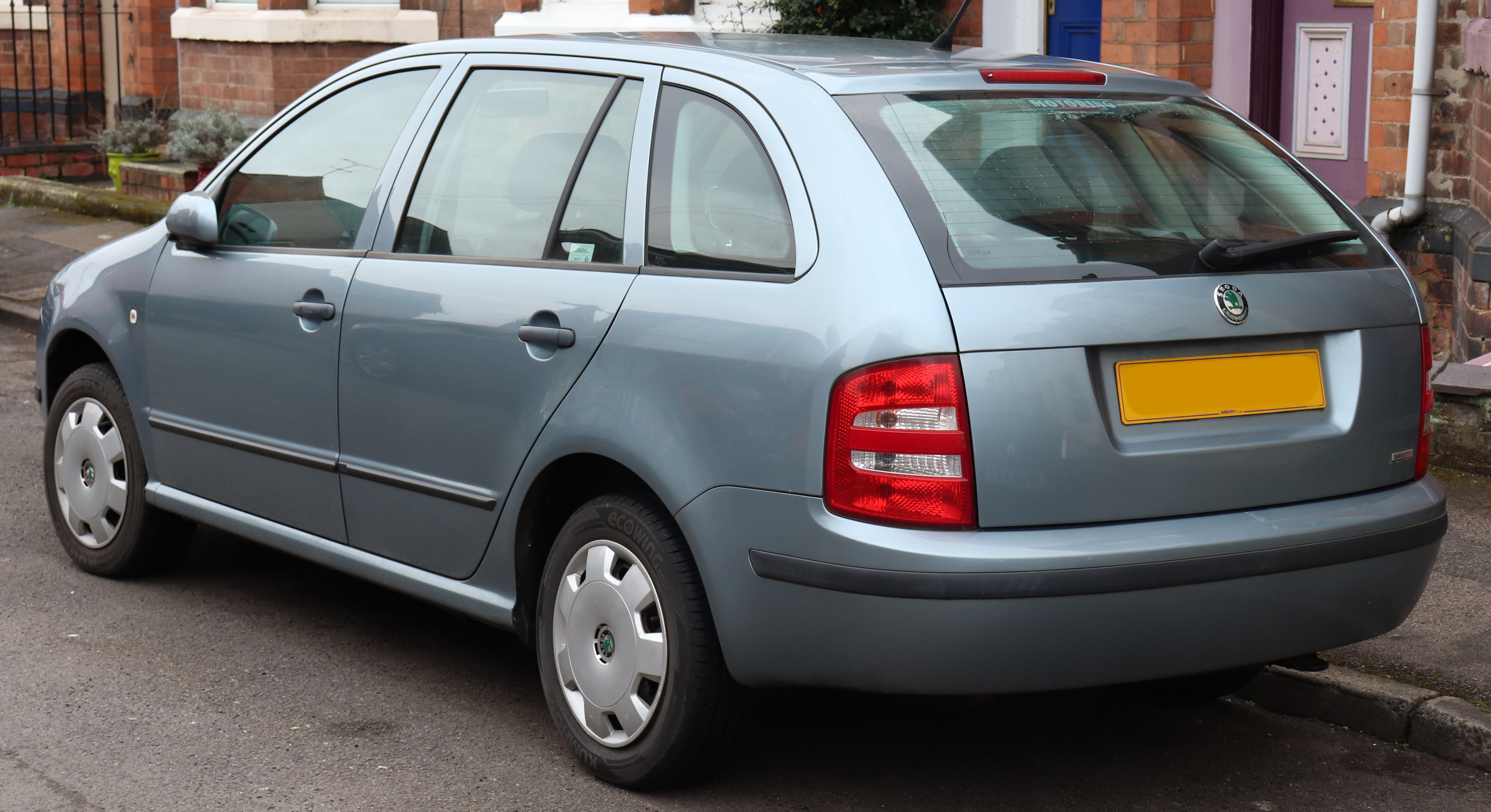
Škoda Fabia I Kombi

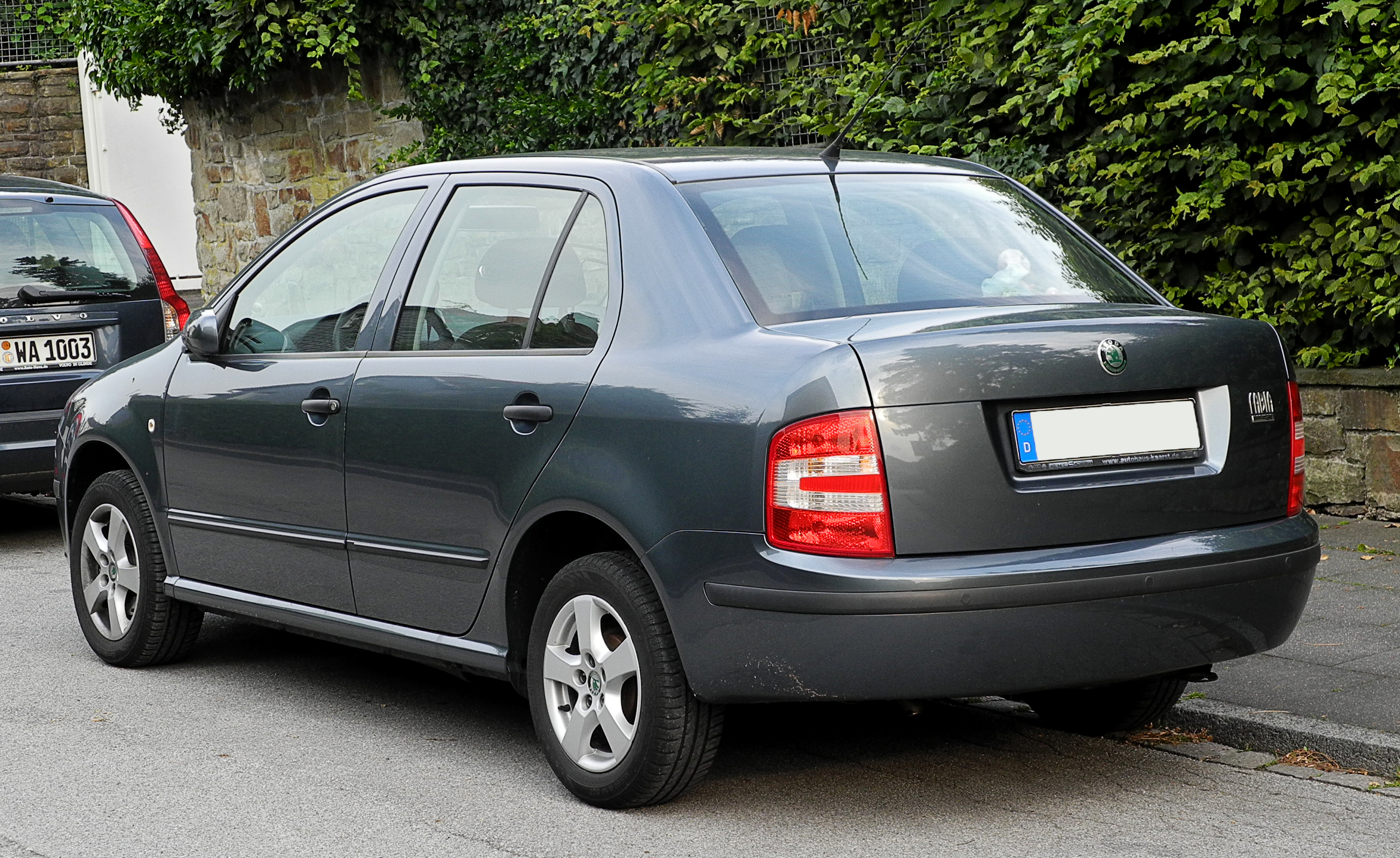
Škoda Fabia I Sedan

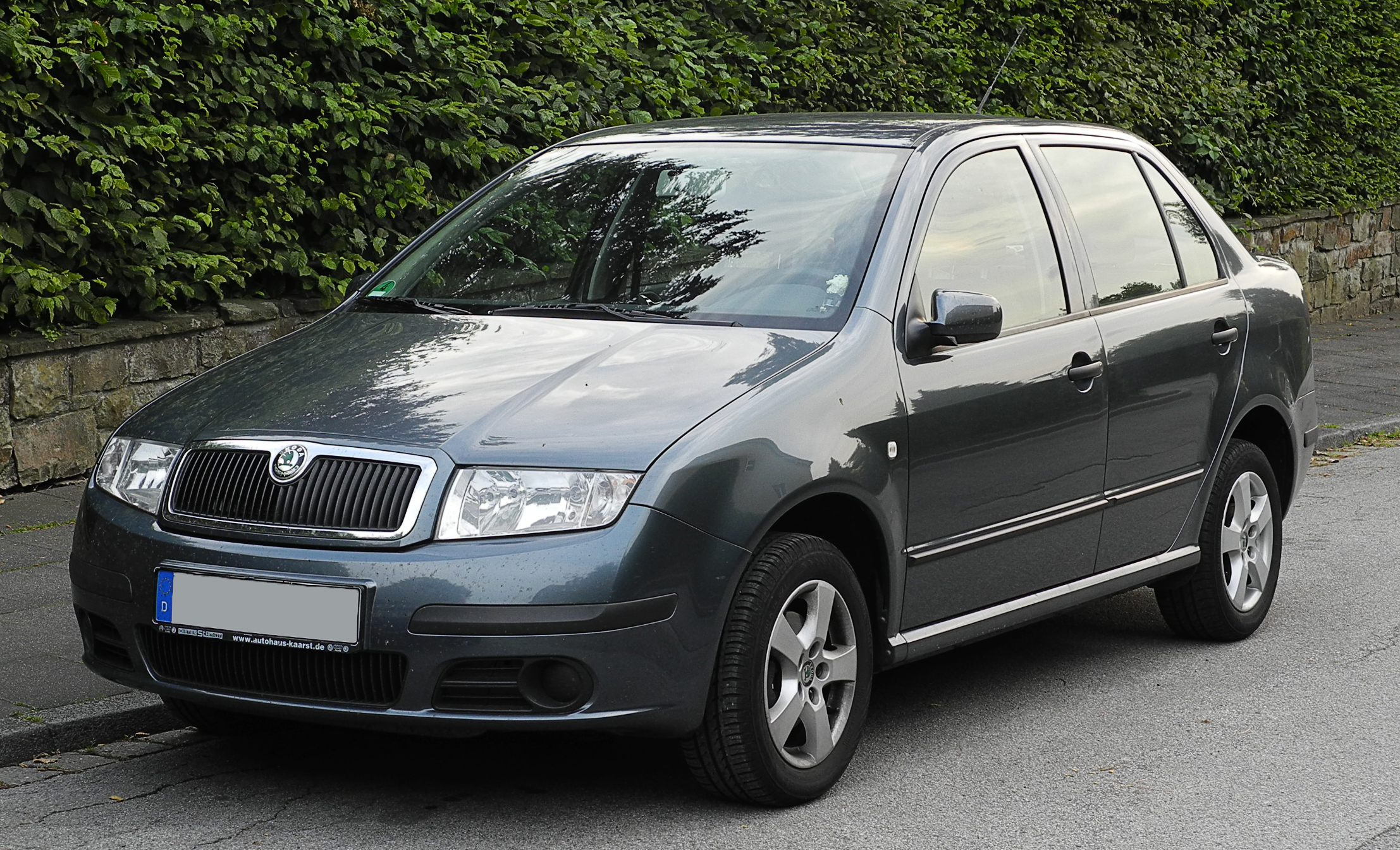
Škoda Fabia I po liftingu

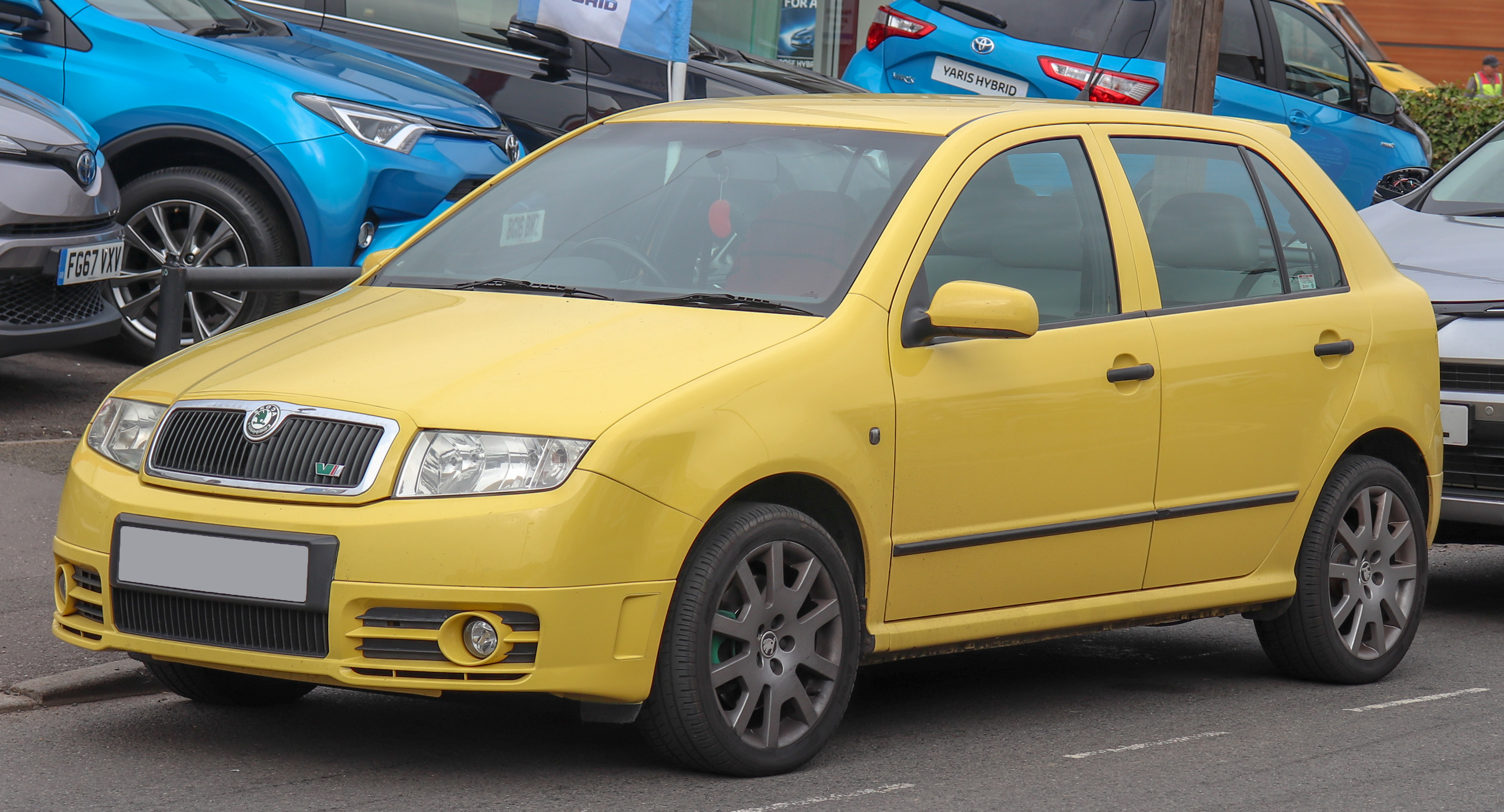
Škoda Fabia I RS

Škoda Fabia I została po raz pierwszy oficjalnie zaprezentowana podczas targów motoryzacyjnych we Frankfurcie w 1999 roku.
Samochód został zbudowany na bazie płyty podłogowej VW A04, która wykorzystana została m.in. do zbudowania Volkswagena Polo oraz Seata Córdoba i Ibiza. Zastąpił on przestarzały model Felicia. Początkowo pojazd oferowany był wyłącznie w wersji hatchback, do której w 2000 roku dołączyła wersja kombi, a rok później sedan. W 2003 roku wprowadzono na rynek sportową odmianę RS.
W 2004 roku auto przeszło face lifting. Modyfikacjom poddany został m.in. przedni zderzak, atrapa chłodnicy oraz klosze tylnych lamp. Przy okazji wprowadzone zostały nowe wzory alufelg.
W Kenii oraz Ugandzie auto sprzedawane było jako Octavia.

### Wersje wyposażeniowe
Przed face liftingiem:
- Basic/Junior
- Praktic
- Classic
- Fresh
- Choice
- Joy
- Run
- Comfort
- Elegance
- RS
- Praha
- Flash

Po face liftingu:
- Junior
- Classic
- Choice
- Joy
- Fresh
- Fresh+
- Mint
- Ambiente
- Easy
- Elegance
- RS
- Sport
- Edition 100
- Fit

Wersje limitowane:
- Tour de France

W zależności od wyboru wersji wyposażeniowej pojazdu samochód wyposażony może być m.in. w system ABS/ESP, poduszki powietrzne przednie i boczne, fabryczny szyberdach, elektryczne sterowanie szyb, elektrycznie sterowane i podgrzewane lusterka, przednie światła przeciwmgłowe, półautomatyczną klimatyzację (automatyczne podtrzymanie zadanej temperatury manualne: załączenie kompresora i ustawienie kierunku nawiewu) z funkcją chłodzenia schowków, komputer pokładowy mfa lub pełen fis, radio lub nawigację DX sprzężoną z modułem TMC, zmieniarkę płyt CD, fabryczny zestaw głośnomówiący połączony z radiem lub nawigacją „Cullman”, wspomaganie kierownicy, system ISOFIX, reflektory ksenonowe z auto poziomowaniem, spryskiwacze reflektorów, ogrzewanie postojowe (Webasto lub Eberspacher) z opcjonalnym zdalnym sterowaniem, zdalne sterowanie centralnego zamka zintegrowane ze składanym lub prostym kluczykiem, skórzaną tapicerkę oraz podgrzewane przednie fotele.

### Silniki
Oba silniki 1.4 MPI były jednostkami benzynowymi. Słabsza zaczęła pojawiać się dopiero od 2000 roku, a wersja mocniejsza rok wcześniej. Silnik 1.4 MPI o mocy 68KM był zaprojektowany i wyprodukowany w całości w Czechach. Obie jednostki napędowe różnią się od siebie kilkoma podzespołami i mocą. Najłatwiej rozróżnić je, wykorzystując oznaczenia.
| Silnik                | Pojemność skokowa [cm³] | Typ silnika        | Moc maksymalna [KM] (kW) przy obr./min | Maks. moment obrotowy [Nm] przy obr./min | Lata produkcji     | Oznaczenie         |                    |                    |                    |
| Silniki benzynowe:    | Silniki benzynowe:      | Silniki benzynowe: | Silniki benzynowe:                     | Silniki benzynowe:                       | Silniki benzynowe: | Silniki benzynowe: | Silniki benzynowe: | Silniki benzynowe: | Silniki benzynowe: |
| --------------------- | ----------------------- | ------------------ | -------------------------------------- | ---------------------------------------- | ------------------ | ------------------ | ------------------ | ------------------ | ------------------ |
| 1.0 8V                | 997                     | R4                 | 50 (37)/5000                           | 84/2750                                  | 1999-2000          | ARV, AQV           |                    |                    |                    |
| 1.2 MPI 6V            | 1198                    | R3                 | 54 (40)/4750                           | 108/3000                                 | 2001-2003          | AWY                |                    |                    |                    |
| 1.2 HTP 6V            | 1198                    | R3                 | 54 (40)/4750                           | 108/3000                                 | 2003-2007          | BMD                |                    |                    |                    |
| 1.2 HTP 12V           | 1198                    | R3                 | 64 (47)/5400                           | 112/3000                                 | 2003-2007          | AZQ, BME           |                    |                    |                    |
| 1.4 MPI               | 1397                    | R4                 | 60 (44)/5000                           | 118/2600                                 | 2000-2003          | AZE, AZF           |                    |                    |                    |
| 1.4 MPI               | 1397                    | R4                 | 68 (50)/5000                           | 120/2500                                 | 1999-2003          | ATZ, AME, AQW      |                    |                    |                    |
| 1.4 16V               | 1390                    | R4                 | 75 (55)/5000                           | 126/3800                                 | 2000-2007          | AUA, BBY, BKY      |                    |                    |                    |
| 1.4 16V               | 1390                    | R4                 | 80 (59)/5000                           | 132/3800                                 | 2006-2007          | BUD                |                    |                    |                    |
| 1.4 16V               | 1390                    | R4                 | 101 (74)/6000                          | 126/4400                                 | 1999-2007          | AUB, BBZ           |                    |                    |                    |
| 2.0 8V                | 1984                    | R4                 | 120 (88)/5600                          | 174/2400                                 | 1999-2000          | AZL                |                    |                    |                    |
| 2.0 8V                | 1984                    | R4                 | 116 (85)/5200                          | 170/2400                                 | 2000-2007          | AZL                |                    |                    |                    |
| Silniki wysokoprężne: |                         |                    |                                        |                                          |                    |                    |                    |                    |                    |
| 1.4 TDI 6V            | 1422                    | R3                 | 69 (51)/4000                           | 155/1600-2800                            | 2005-2007          | BNM                |                    |                    |                    |
| 1.4 TDI 6V            | 1422                    | R3                 | 75 (55)/4000                           | 195/2200                                 | 2003-2005          | AMF                |                    |                    |                    |
| 1.4 TDI 6V            | 1422                    | R3                 | 80 (59)/4000                           | 195/2200                                 | 2005-2008          | BNV                |                    |                    |                    |
| 1.9 SDI 8V            | 1896                    | R4                 | 64 (47)/4000                           | 125/1600-2800                            | 1999-2006          | ASY                |                    |                    |                    |
| 1.9 TDI PD 8V         | 1896                    | R4                 | 101 (74)/4000                          | 240/1800-2400                            | 2000-2007          | ATD, AXR           |                    |                    |                    |
| 1.9 TDI PD 8V RS      | 1896                    | R4                 | 131 (96)/4000                          | 310/1900                                 | 2003-2007          | ASZ, BLT           |                    |                    |                    |

## Druga generacja

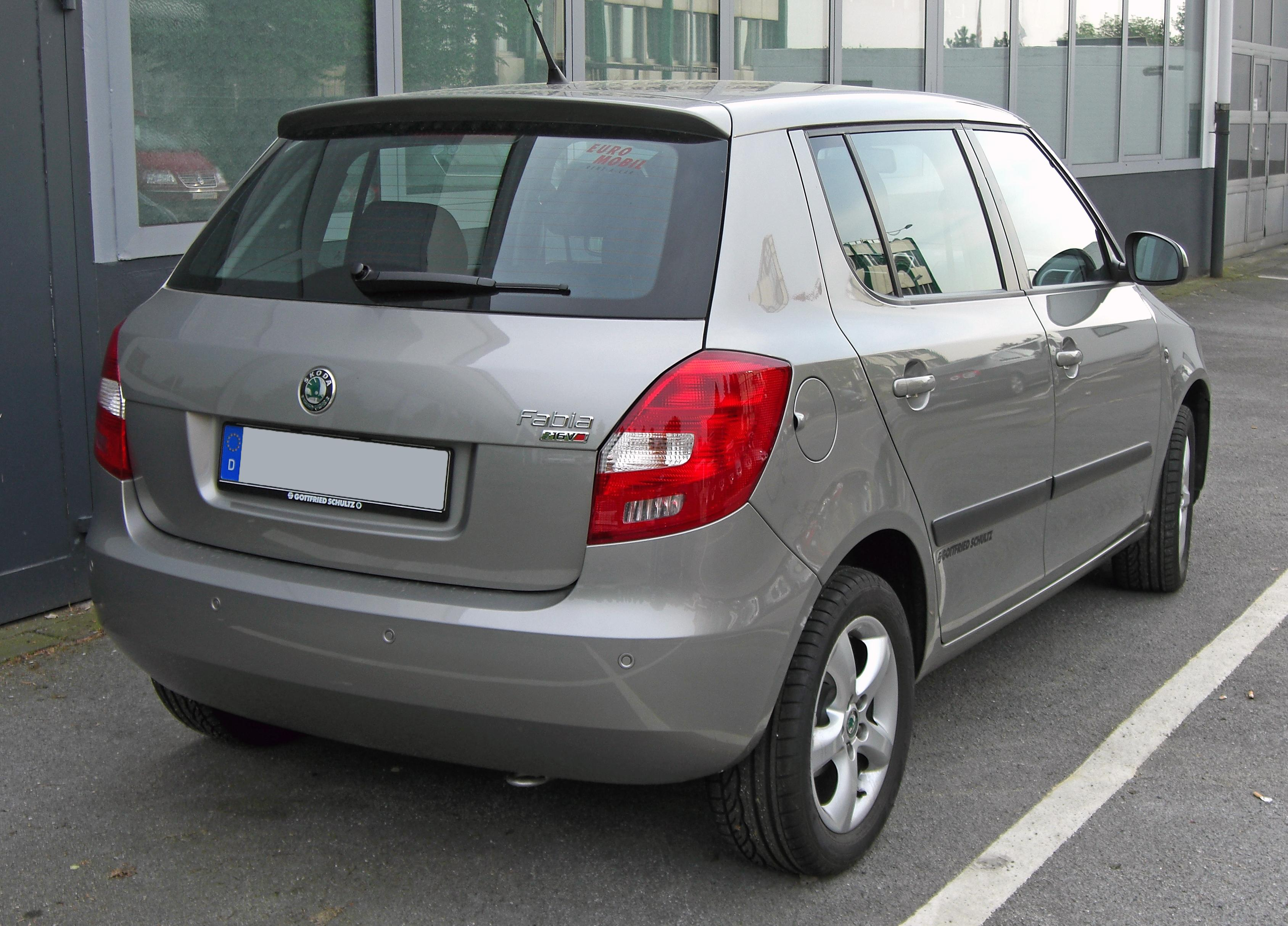
Škoda Fabia II – tył

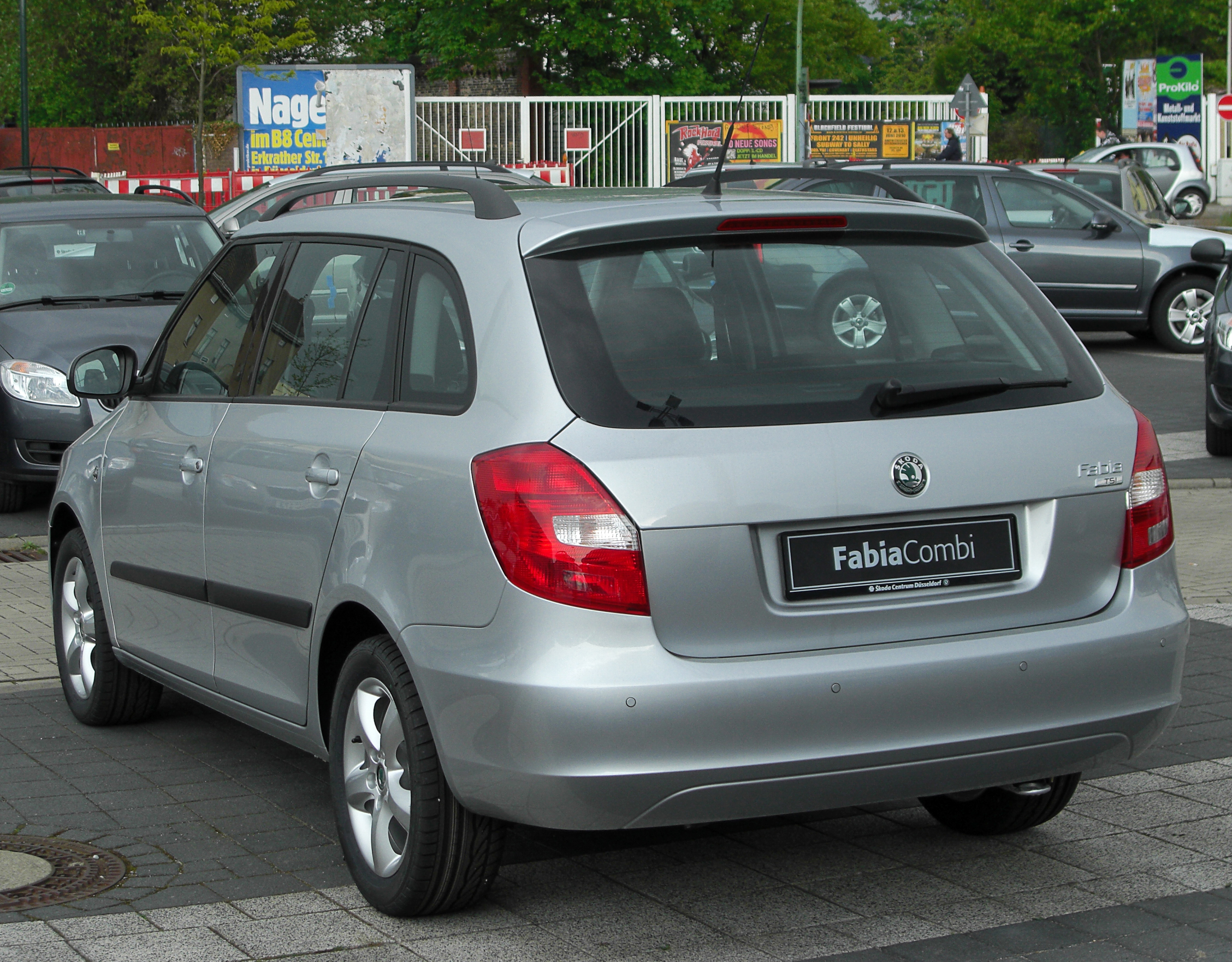
Škoda Fabia II Kombi

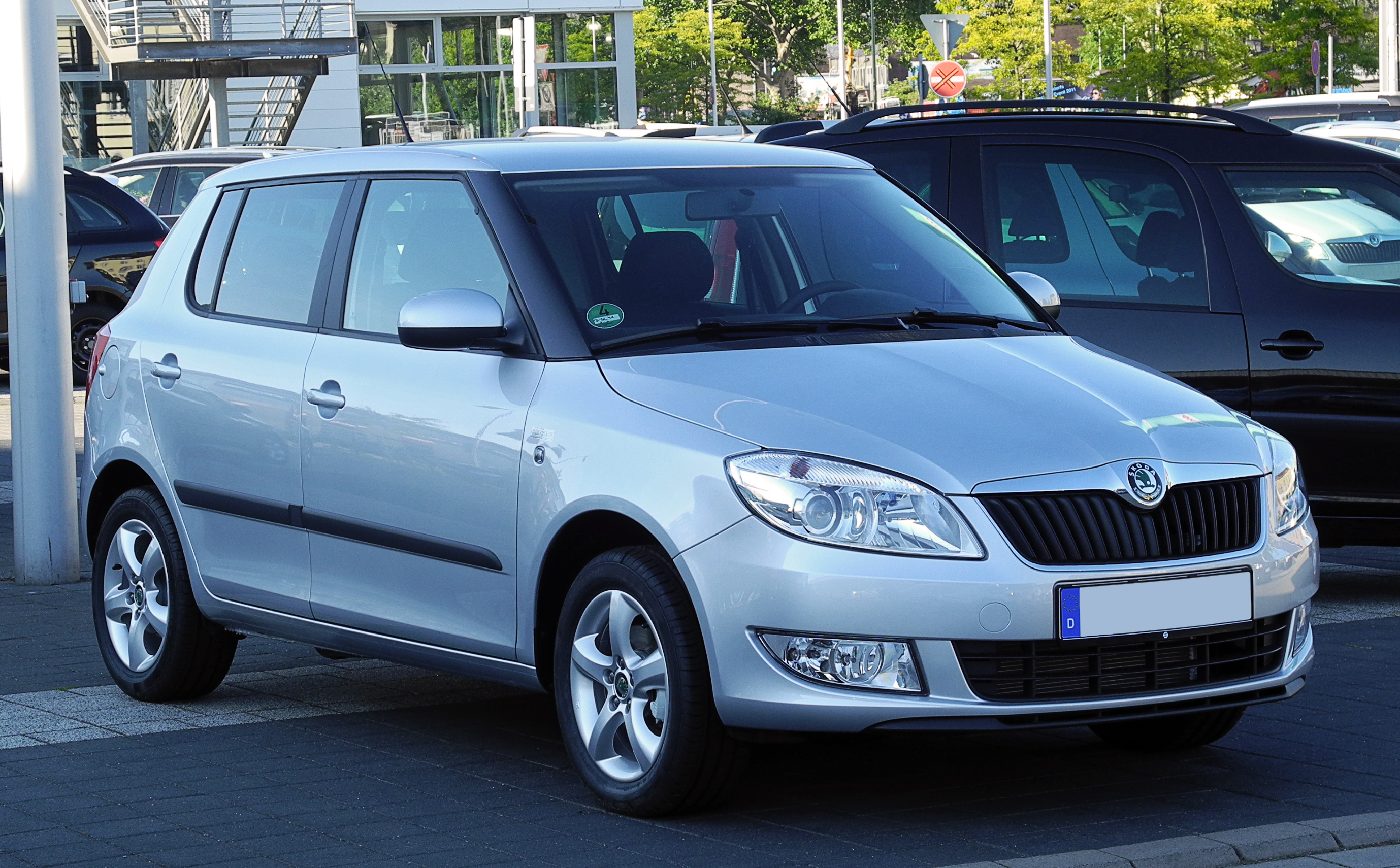
Škoda Fabia II po liftingu

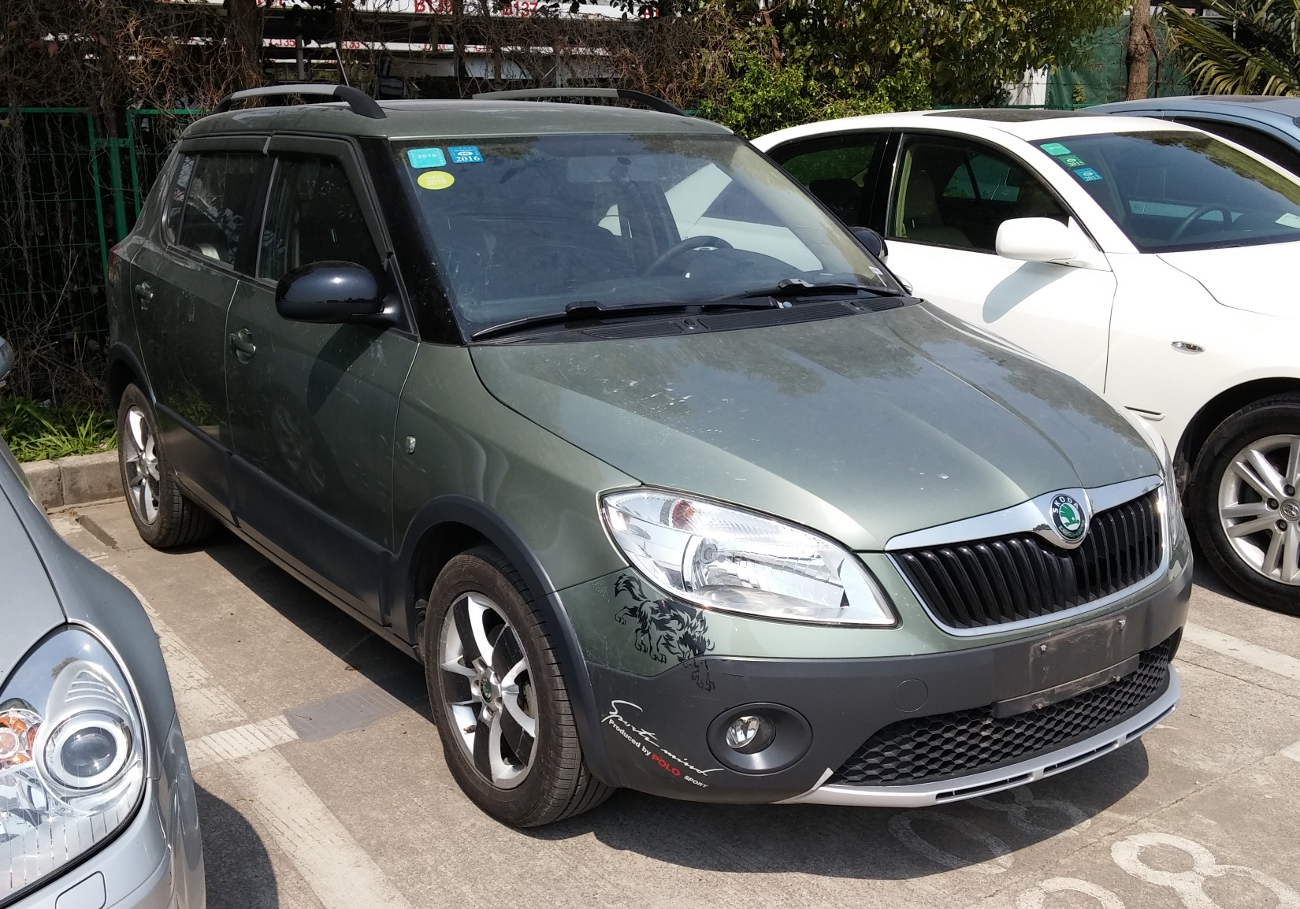
Škoda Fabia Scout

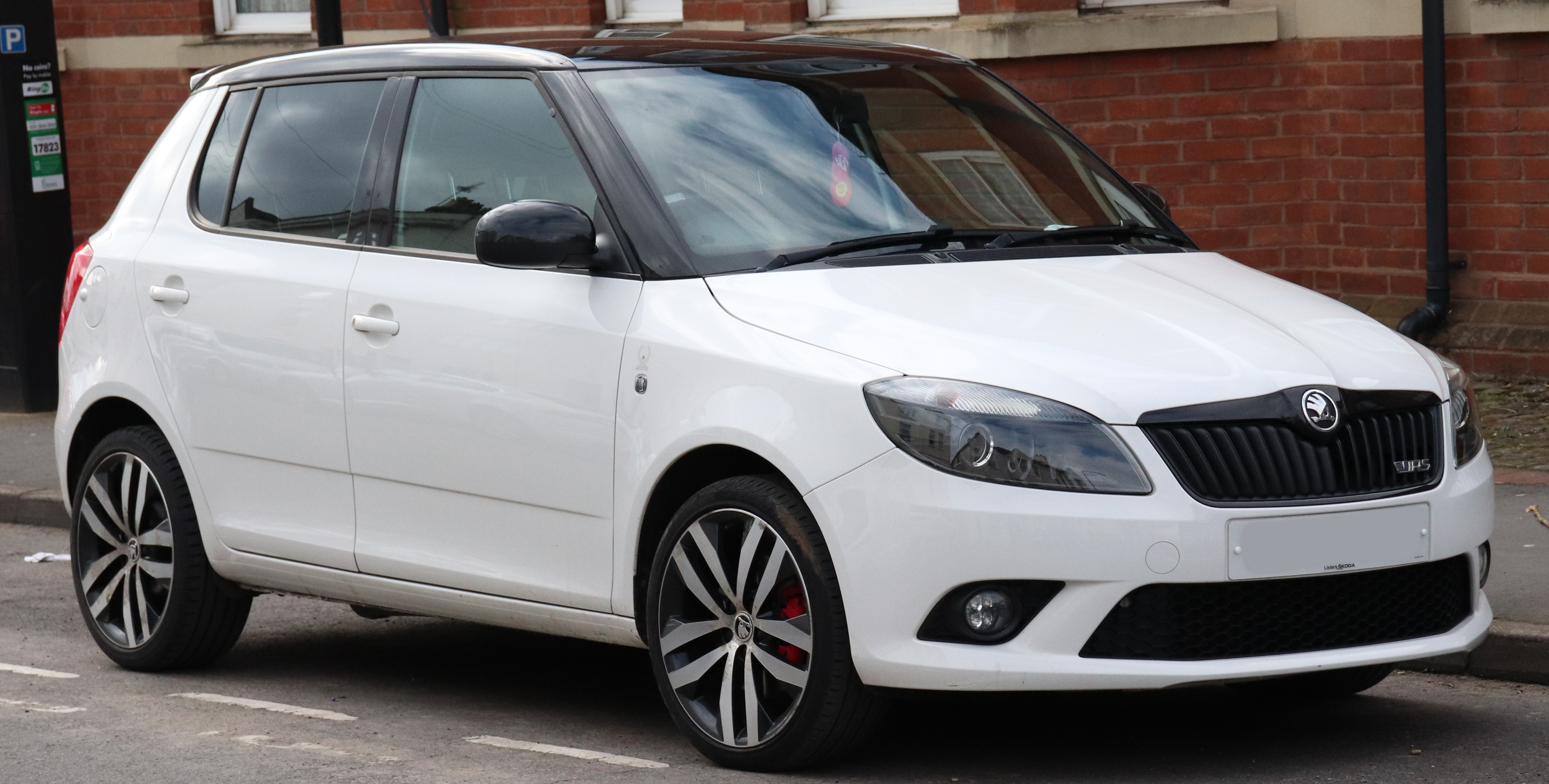
Škoda Fabia II RS

Škoda Fabia II została po raz pierwszy oficjalnie zaprezentowana podczas targów motoryzacyjnych w Genewie w 2007 roku.
Samochód został zbudowany na bazie płyty podłogowej PQ24, która wykorzystana została do stworzenia m.in. Volkswagena Polo, Seata Ibiza oraz Córdoba. Stylistycznie pojazd nawiązuje do zaprezentowanego w 2006 roku modelu Roomster. Przedseryjna produkcja egzemplarzy testowych rozpoczęła się 21 sierpnia 2006 roku. Produkcję seryjną pojazdu rozpoczęto w grudniu 2006 roku. W 2009 roku zaprezentowana została wersja kombi pojazdu.
W 2010 roku podczas targów motoryzacyjnych w Genewie zaprezentowano wersję po face liftingu. Zmieniony został m.in. przedni zderzak, atrapa chłodnicy, poszerzone zostały przednie reflektory, zmienione zostały wzory felg oraz poszerzona została paleta lakierów. Przy okazji zmieniona została paleta jednostek napędowych. Silnik 1.6 16V zastąpiony został nowoczesnym silnikiem 1.2 TSI, a silniki 1.4 TDI i 1.9 TDI zastąpione zostały silnikami 1.2 TDI i 1.6 TDI.

### Škoda Fabia Scout
Fabia Scout ma podwyższony prześwit o 15 mm oraz plastikowe nakładki na koła. Samochód nie ma napędu 4x4 i niezbyt poradzi sobie w terenie. Auto ma większe obręcze (16-calowe). W standardzie otrzymywało się relingi dachowe, które podnosiły samochód o kolejne 35 mm. Samochód był oferowany również jako hatchback. Konkurentem jest Volkswagen CrossPolo. Cena pakietu Scout (do wersji kombi) wynosiła 7000 zł. Fabię Scout z silnikiem 1.2 TSI wyceniono na 60 950 zł.

### Wyposażenie
- Classic
- Style
- Comfort
- Scout
- Active Plus
- Ambition
- Ambition Plus
- Elegance Plus
- Sport
- Sportline
- Monte Carlo
- RS
- Greenline

Wersje limitowane:
- Monnari
- Race Edition

### Silniki
| Silnik                   | Pojemność skokowa [cm³] | Typ silnika        | Moc maksymalna [KM] (kW) przy obr./min | Maks. moment obrotowy [Nm] przy obr./min | Prędkość maksymalna [km/h] | Przyśpieszenie 0-100 km/h [s] | Lata produkcji     |                    |                    |
| Silniki benzynowe:       | Silniki benzynowe:      | Silniki benzynowe: | Silniki benzynowe:                     | Silniki benzynowe:                       | Silniki benzynowe:         | Silniki benzynowe:            | Silniki benzynowe: | Silniki benzynowe: | Silniki benzynowe: |
| ------------------------ | ----------------------- | ------------------ | -------------------------------------- | ---------------------------------------- | -------------------------- | ----------------------------- | ------------------ | ------------------ | ------------------ |
| 1.2 HTP 6V               | 1198                    | R3                 | 60 (44)/5200                           | 108/3000                                 | 155                        | 16,5                          | 2006-2010          |                    |                    |
| 1.2 HTP 12V              | 1198                    | R3                 | 60 (44)/5200                           | 108/3000                                 | 155                        | 16,5                          | 2010-2014          |                    |                    |
| 1.2 HTP 12V              | 1198                    | R3                 | 70 (51)/5400                           | 112/3000                                 | 163                        | 14,9                          | 2007-2014          |                    |                    |
| 1.2 TSI                  | 1197                    | R4                 | 86 (63)/4800                           | 160/1500-3500                            | 177                        | 11,7                          | 2010-2014          |                    |                    |
| 1.2 TSI                  | 1197                    | R4                 | 105 (77)/5000                          | 175/1500-4100                            | 191 DSG: 189               | 10,1 DSG: 10,2                | 2010-2014          |                    |                    |
| 1.4 MPI                  | 1390                    | R4                 | 86 (63)/5000                           | 132/3800                                 | 175                        | 12,2                          | 2007-2014          |                    |                    |
| 1.4 MPI (Chiny)          | 1390                    | R4                 | 86 (63)/5000                           | 132/3750                                 | 175 automat: 167           | 12,5 automat: 15              | od 2008            |                    |                    |
| 1.4 TSI                  | 1390                    | R4                 | 180 (132)/6200                         | 250/2000-4500                            | 224                        | 7,3                           | 2010-2014          |                    |                    |
| 1.6 MPI                  | 1598                    | R4                 | 105 (77)/5600                          | 153/3800                                 | 190 automat: 185           | 10,4 automat: 11,5            | 2007-2014          |                    |                    |
| 1.6 MPI (Chiny)          | 1598                    | R4                 | 105 (77)/5250                          | 155/3750                                 | 183 automat: 180           | 11,0 automat: 12,4            | od 2008            |                    |                    |
| Silniki wysokoprężne:    |                         |                    |                                        |                                          |                            |                               |                    |                    |                    |
| 1.2 TDI CR               | 1199                    | R3                 | 75 (55)/4200                           | 180/2000                                 | 166                        | 14,2                          | 2010-2014          |                    |                    |
| 1.2 TDI CR GreenLine     | 1199                    | R3                 | 75 (55)/4200                           | 180/2000                                 | 172                        | 14,2                          | 2010-2014          |                    |                    |
| 1.4 TDI PD               | 1422                    | R3                 | 70 (51)/4000                           | 155/1600-2800                            | 163                        | 14,8                          | 2007-2010          |                    |                    |
| 1.4 TDI PD DPF           | 1422                    | R3                 | 80 (59)/4000                           | 195/2200                                 | 172                        | 13,2                          | 2007-2010          |                    |                    |
| 1.4 TDI PD DPF GreenLine | 1442                    | R3                 | 80 (59)/4000                           | 195/2200                                 | 170                        | 13,2                          | 2008-2010          |                    |                    |
| 1.6 TDI CR               | 1598                    | R4                 | 75 (55)/4000                           | 195/1500-2000                            | 166                        | 14,1                          | 2010-2014          |                    |                    |
| 1.6 TDI CR               | 1598                    | R4                 | 90 (66)/4200                           | 230/1500-2500                            | 176                        | 12,3                          | 2010-2014          |                    |                    |
| 1.6 TDI CR               | 1598                    | R4                 | 105 (77)/4400                          | 250/1500-2500                            | 188                        | 10,9                          | 2010-2014          |                    |                    |
| 1.9 TDI PD DPF           | 1896                    | R4                 | 105 (77)/4000                          | 240/1900                                 | 190                        | 10,8                          | 2007-2010          |                    |                    |

## Trzecia generacja

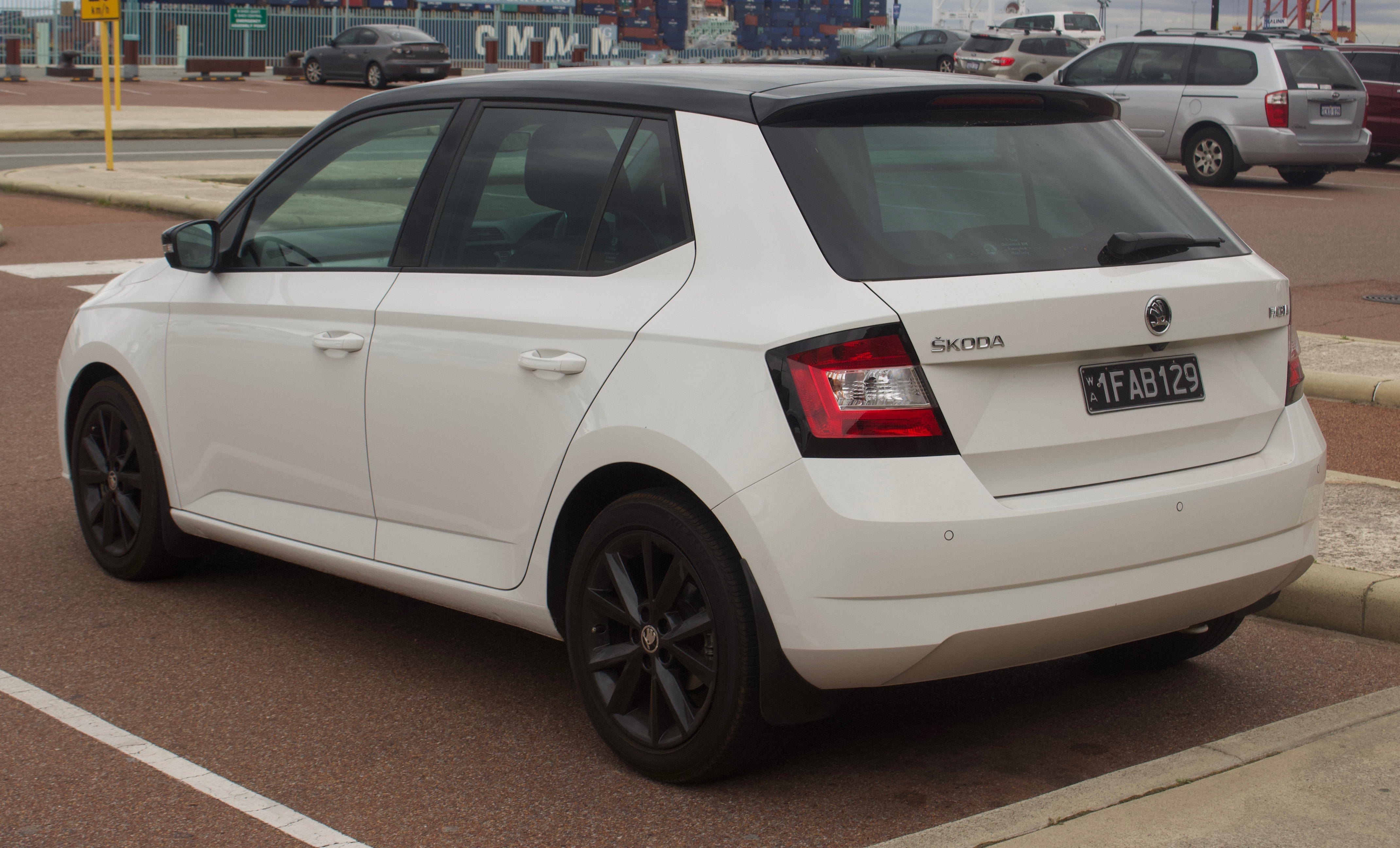
Škoda Fabia III – tył

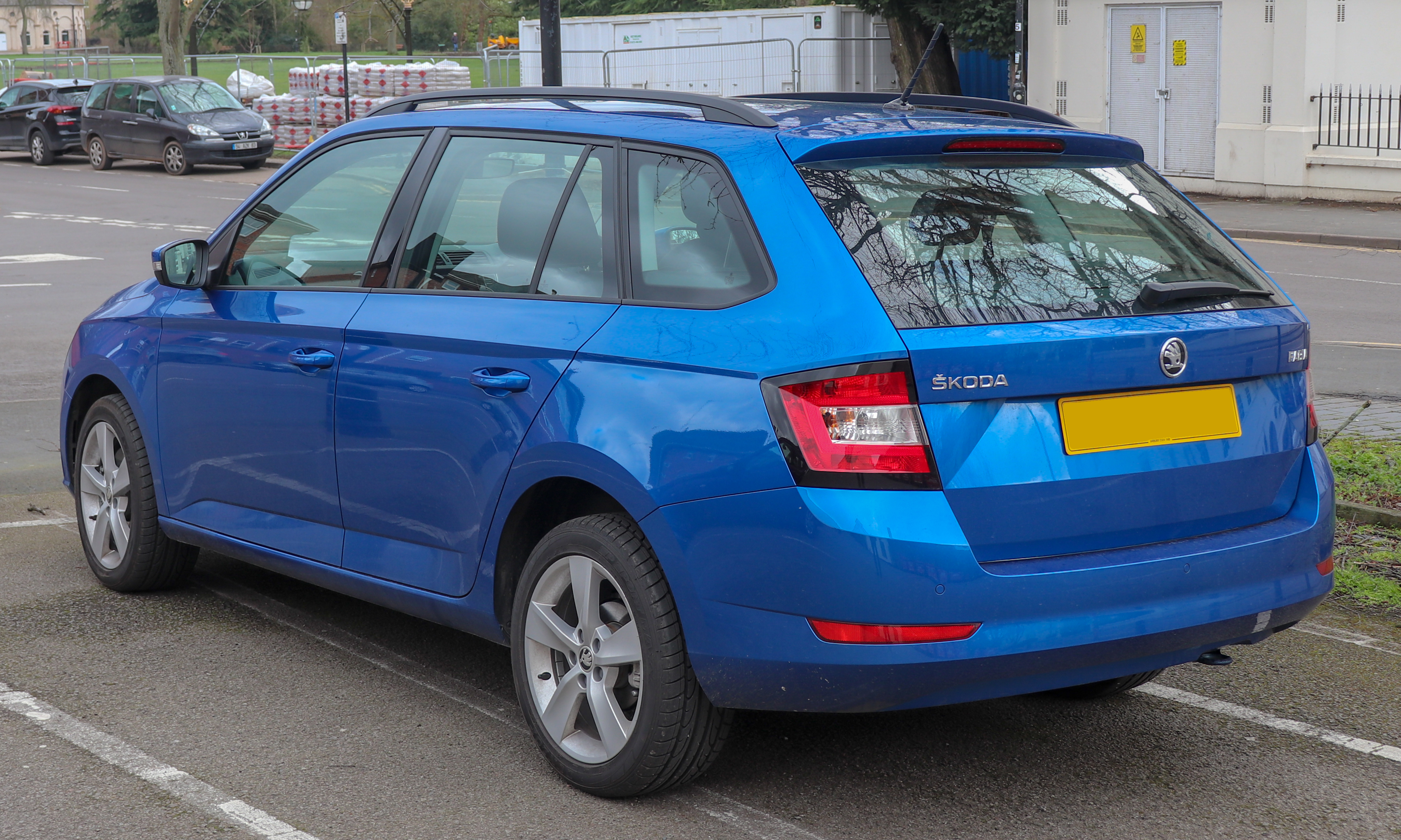
Škoda Fabia III Kombi

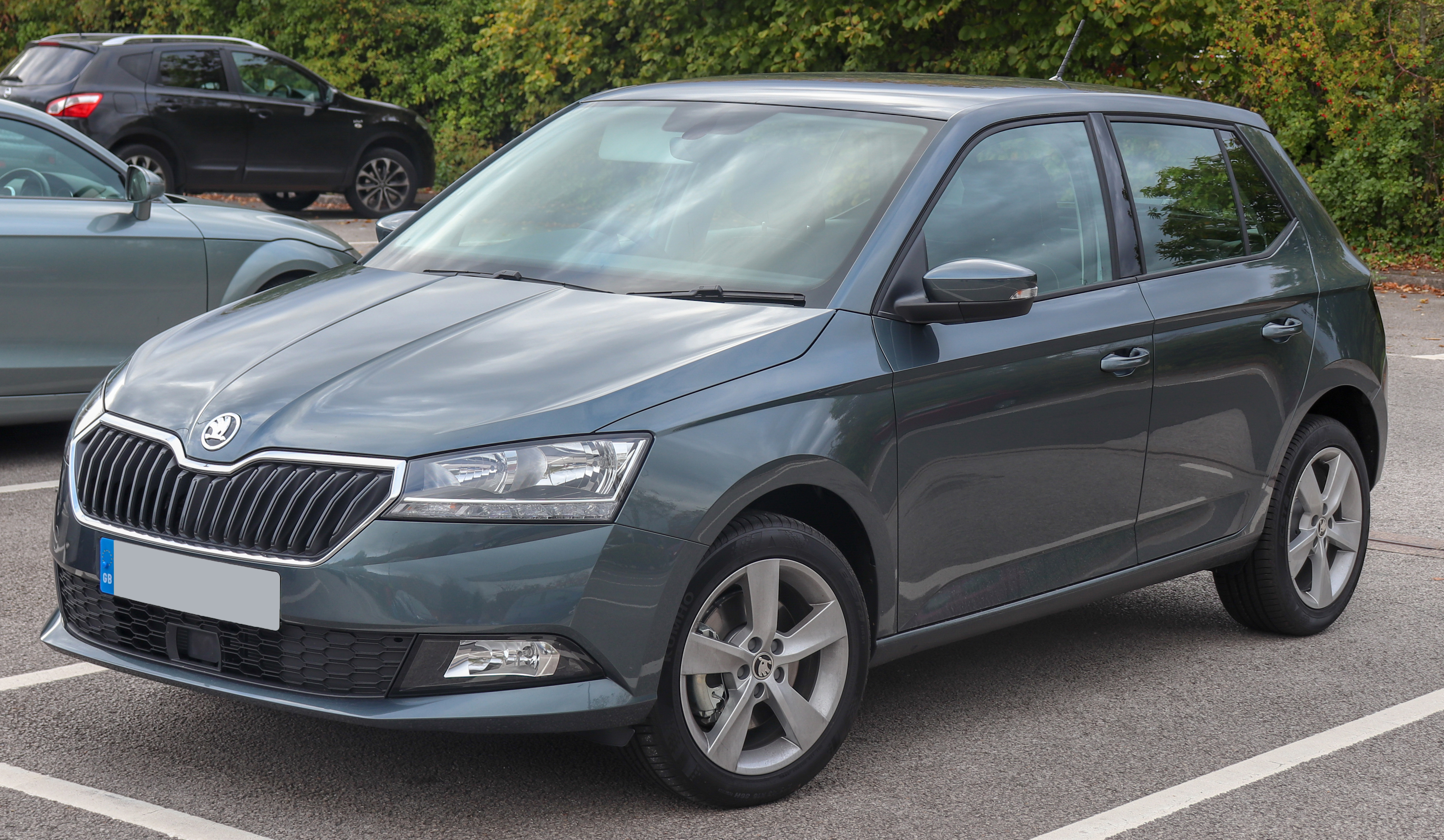
Škoda Fabia III po liftingu

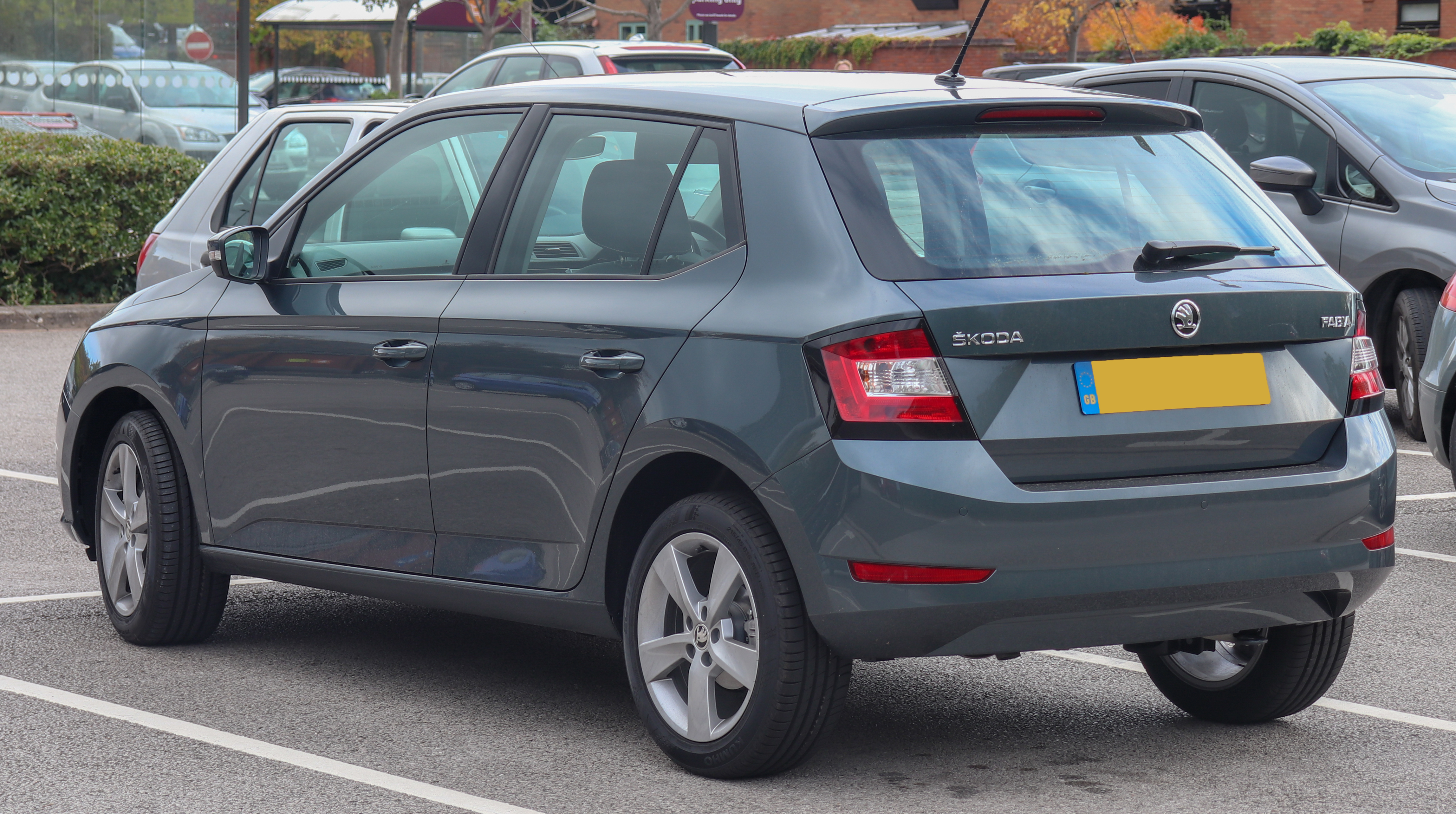
Škoda Fabia III – tył po liftingu

Škoda Fabia III została po raz pierwszy oficjalnie zaprezentowana podczas targów motoryzacyjnych w Paryżu w 2014 roku.
Samochód został zbudowany na bazie płyty podłogowej PQ25, która wykorzystana została m.in. do zbudowania Škody Rapid, Audi A1, Seata Ibiza oraz Volkswagena Polo. Przy okazji zaczerpnięte zostały niektóre elementy z płyty MQB. Wygląd nadwozia wzorowany jest na koncepcyjnym modelu VisionC. Produkcja seryjna pojazdu rozpoczęła się 28 sierpnia 2014 roku.
Na początku 2018 roku auto przeszło face lifting. Zmieniony został m.in. pas przedni pojazdu, w którym zastosowane zostały zupełnie nowe reflektory w całości wykonane w technologii LED, a także przemodelowane zostały zderzaki, w których wkomponowane zostały światła do jazdy dziennej i atrapa chłodnicy. Przemodelowana została także deska rozdzielcza pojazdu. Do listy wyposażenia dodatkowego dodano m.in. 18-calowe alufelgi, a także system monitorowania martwego pola oraz funkcję wspomagania wyjazdu z miejsca parkingowego. Przy okazji liftingu z oferty silnikowej całkowicie zlikwidowano wersje napędzane silnikiem wysokoprężnym.

### Wersje wyposażeniowe
- Active
- Ambition
- Edition – wersja specjalna
- Monte Carlo
- Style[16]
- Black Edition – wersja limitowana
- Drogowa ŠKODA FABIA R5 – wersja limitowana z silnikiem 1.4 TSI 125KM[17]
- Ambition Plus – dla wersji combi Classic

W standardowej wersji Active auto zostało wyposażone m.in. w system ABS, ESP, MSR, 6 poduszek powietrznych, elektroniczną blokadę mechanizmu różnicowego (XDS), wspomaganie kierownicy, regulowaną w dwóch płaszczyznach kolumnę kierownicy, centralny zamek, elektryczne sterowanie szyb przednich, ogrzewanie oraz elektryczne sterowanie lusterek.
Auto w zależności od wersji wyposażyć można m.in. w klimatyzację, radio z 5″ ekranem dotykowym, wejściami SD, USB oraz łącznością z Apple, komputer pokładowy, światła przeciwmgłowe, skórzaną kierownicę wielofunkcyjną, 15-calowe alufelgi, reflektory projektorowe ze światłami do jazdy dziennej wykonanymi w technologii LED, przycisk Start&Stop, czujniki parkowania z tyłu pojazdu oraz układ Front Assist (kontrola odstępu z funkcją awaryjnego hamowania), a także czujnik zmierzchu, podgrzewane fotele przednie i  tempomat.
Fabia Combi Classic
Przez jakiś czas będzie jeszcze produkowana odmiana combi, która będzie sprzedawana do czasu, gdy na rynku pojawi się 4 generacja w tejże wersji nadwoziowej. Dodatkowo dodano do nazwy dopisek Classic oraz dostępna jest nowa wersja wyposażenia, która się nazywa Ambition Plus. W tej wersji znajduje się klimatyzacja automatyczna, czujnik zmierzchu i deszczu i pakiet zimowy. Wyróżniają się także tylne szyby boczne oraz szyba pokrywy bagażnika, które mają wyższy stopień przyciemnienia.

### Silniki
| Silnik                           | Pojemność skokowa [cm³] | Typ silnika        | Moc maksymalna [KM] (kW) przy obr./min | Maks. moment obrotowy [Nm] przy obr./min | Prędkość maksymalna [km/h] | Przyśpieszenie 0-100 km/h [s] | Spalanie (l/100 km) miasto/trasa/średnio | Lata produkcji     |                    |                    |
| Silniki benzynowe:               | Silniki benzynowe:      | Silniki benzynowe: | Silniki benzynowe:                     | Silniki benzynowe:                       | Silniki benzynowe:         | Silniki benzynowe:            | Silniki benzynowe:                       | Silniki benzynowe: | Silniki benzynowe: | Silniki benzynowe: |
| -------------------------------- | ----------------------- | ------------------ | -------------------------------------- | ---------------------------------------- | -------------------------- | ----------------------------- | ---------------------------------------- | ------------------ | ------------------ | ------------------ |
| 1.0 MPI                          | 999                     | R3                 | 60 (44)/5000-6000                      | 95/3000-4300                             | 160                        | 15,7                          | 5,7/4,1/4,7                              | od 2014            |                    |                    |
| 1.0 MPI                          | 999                     | R3                 | 75 (55)/6200                           | 95/3000-4300                             | 172                        | 14,7                          | 5,8/4,2/4,8                              | od 2014            |                    |                    |
| 1.6 MPI (poza UE)                | 1598                    | R4                 | 90 (66)/4250-6000                      | 155/3800-4000                            | 181                        | 11,1                          |                                          | od 2014            |                    |                    |
| 1.6 MPI (poza UE)                | 1598                    | R4                 | 110 (81)/5800                          | 155/3800-4000                            | 190                        | 11,0                          |                                          | od 2014            |                    |                    |
| 1.2 TSI                          | 1197                    | R4                 | 90 (66)/4400-5400                      | 160/1400-3500                            | 182                        | 10,9                          | 6,0/4,0/4,7                              | 2014 - 2017        |                    |                    |
| 1.2 TSI                          | 1197                    | R4                 | 110 (81)/4600-5600                     | 175/1400-4000                            | 196                        | 9,4                           | 6,1/4,0/4,8                              | 2014 - 2017        |                    |                    |
| 1.0 TSI                          | 999                     | R3                 | 95 (70)/5000-5500                      | 160/1500-3500                            | 185                        | 10,6                          | 5,2/3,9/4,4                              | od 2017            |                    |                    |
| 1.0 TSI                          | 999                     | R3                 | 110 (81)/5000-5500                     | 200/2000-3500                            | 196                        | 9,5                           | 5,4/3,9/4,4                              | od 2017            |                    |                    |
| 1.4 TSI (Drogowa ŠKODA FABIA R5) | 1395                    | R4                 | 125 (92)/5000                          | 200/1400-4000                            | 203                        | 8,8                           |                                          | od 2018            |                    |                    |
| Silniki wysokoprężne:            |                         |                    |                                        |                                          |                            |                               |                                          |                    |                    |                    |
| 1.4 TDI                          | 1422                    | R3                 | 90 (66)/3000-3250                      | 230/1750-2500                            | 182                        | 11,1                          | 4,2/3,6/3,8                              | 2014 - 2018        |                    |                    |
| 1.4 TDI                          | 1422                    | R3                 | 105 (77)/3500-3750                     | 250/1750-2500                            | 193                        | 10,1                          | 4,2/3,5/3,8                              | 2014 - 2018        |                    |                    |

## Czwarta generacja

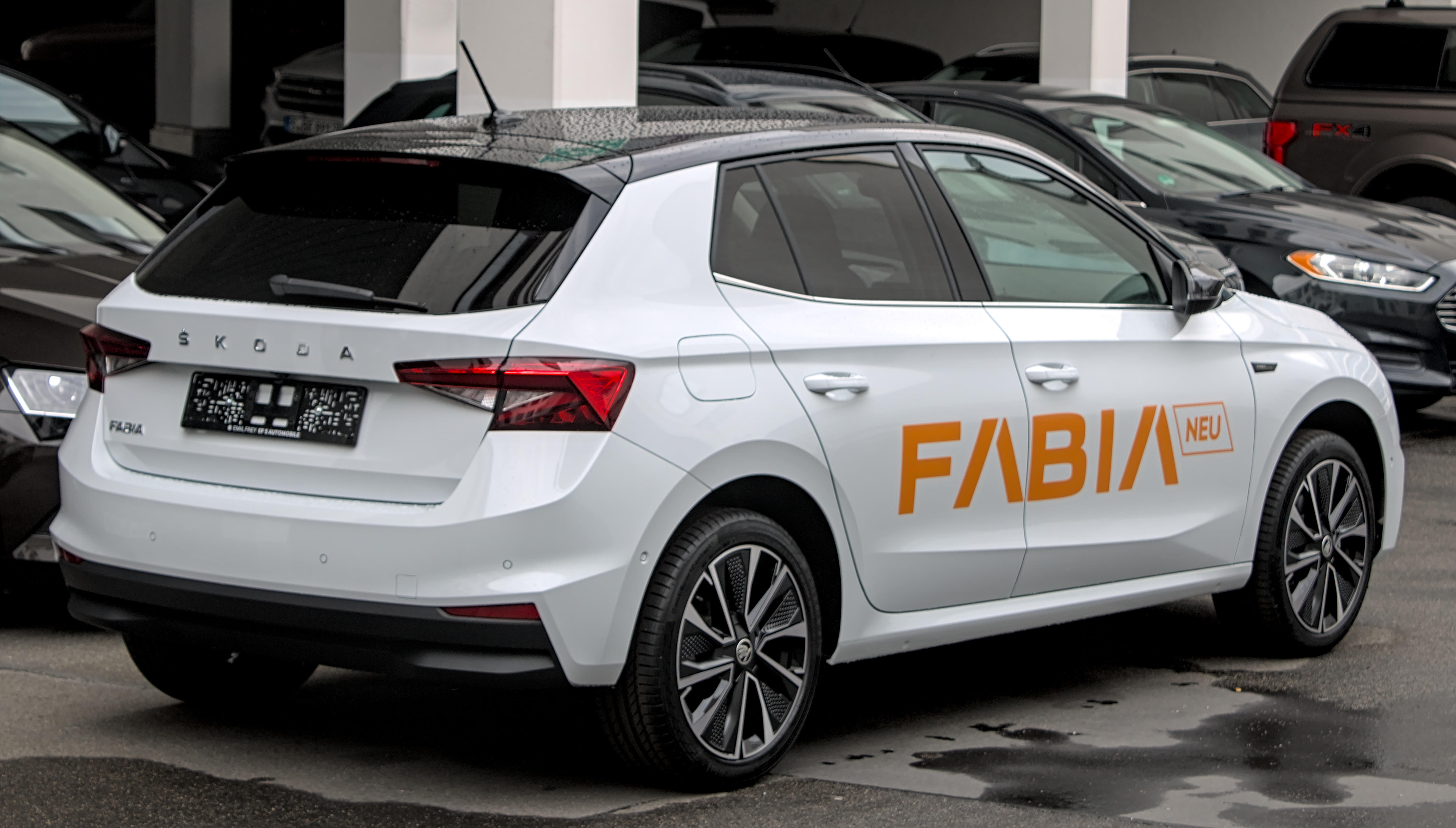
Škoda Fabia IV – tył

Škoda Fabia IV została po raz pierwszy zaprezentowana 4 maja 2021.
Samochód został zbudowany na bazie płyty podłogowej MQB-A0 i jest o 11 cm dłuższy, o 4,8 cm szerszy oraz o 0,7 cm niższy niż poprzedni model. 
Model Fabia oferowany jest z trzema silnikami spalinowymi: 1,0 MPI 59 kW (80 KM); 1,0 TSI w dwóch odmianach mocy – 70 kW (95 KM) i 85 kW (115 KM) oraz 1,5 TSI 110 kW (150 KM). Po raz pierwszy w miejskim hatchbacku niedostępne są silniki wysokoprężne. Wycofano także odmianę kombi. 
Samochód występuje w czterech wersjach wyposażenia: Edition 130, Essence, Selection i Monte Carlo. 
| Silnik  | Pojemność skokowa (cm3) | Typ silnika | Moc silnika [KM] (kW) przy obr./min | Maks. moment obrotowy [Nm] przy obr./min | Prędkość maksymalna [km/h] | Przyspieszenie 0-100 km/h [s] | Zużycie paliwa w cyklu mieszanym [l/100 km] |
| ------- | ----------------------- | ----------- | ----------------------------------- | ---------------------------------------- | -------------------------- | ----------------------------- | ------------------------------------------- |
| 1,0 MPI | 999                     | R3          | 80 (59)/6300                        | 93/3700-3900                             | 178                        | 15,5                          | 5,0-5,5                                     |
| 1,0 TSI | 999                     | R3          | 95 (70)/5000                        | 175/1600-3500                            | 192                        | 10,6                          | 5,0-5,6                                     |
| 1,0 TSI | 999                     | R3          | 115 (85)/5500                       | 200/2000-3000                            | 202                        | 9,3                           | 5,0-5,7                                     |
| 1,5 TSI | 1498                    | R4          | 150 (110)/5000                      | 250/1500-3500                            | 225                        | 8,0                           | 5,7-6,1                                     |

## Škoda Fabia w sporcie

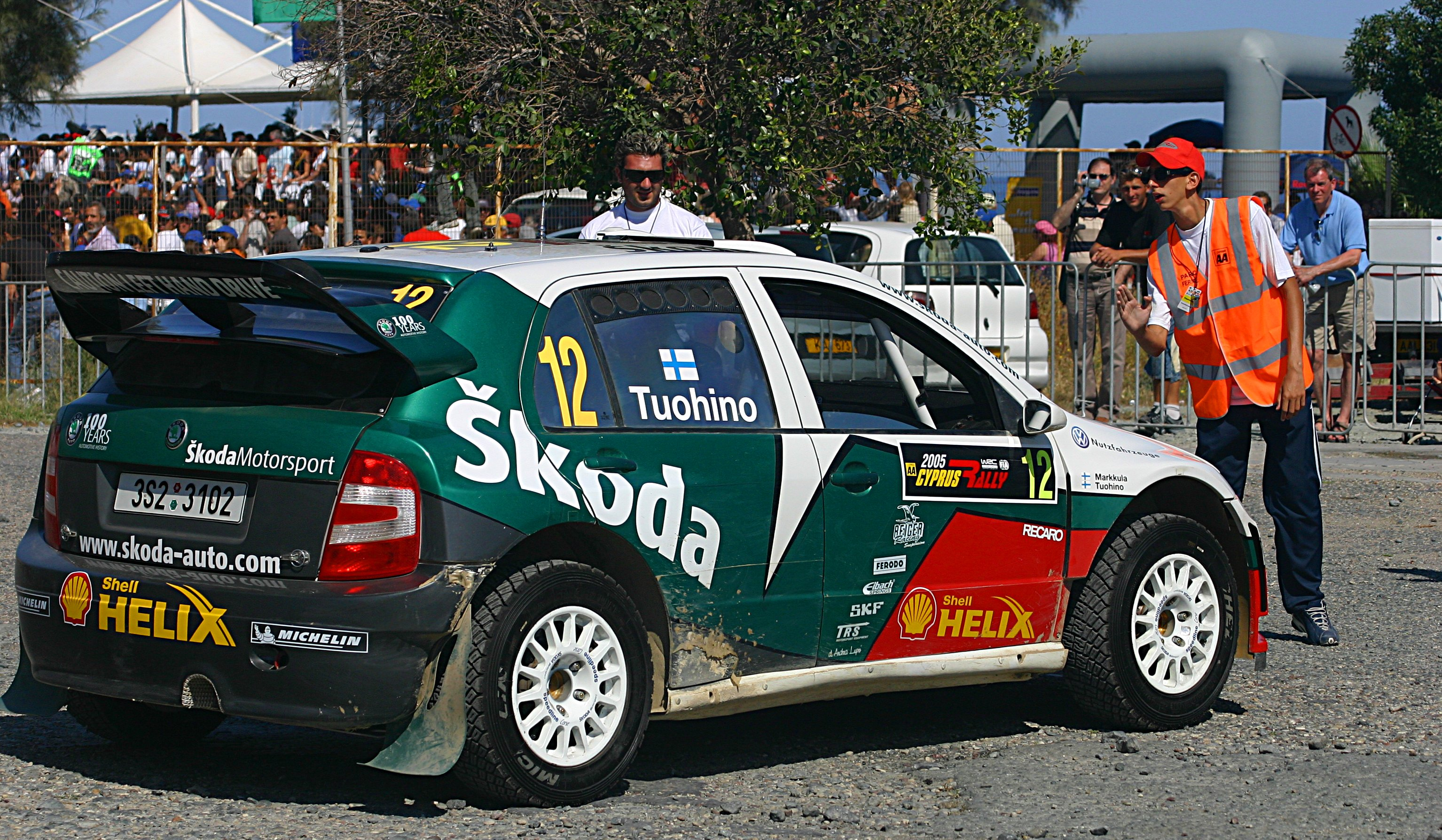
Škoda Fabia WRC

### Škoda Fabia WRC
Škoda Fabia WRC została zbudowana na podstawie modelu Fabia RS i przygotowana do startów w sezonie 2005. W tym roku Fabia WRC zastąpiła Octavię WRC w fabrycznym zespole Škoda Motorsport, za kierownicą zasiadali m.in. Armin Schwarz (Niemcy), Jani Paasonen (Finlandia), Alex Bengue (Francja), Mattias Ekstrom (Szwecja), Jan Kopecký (Czechy), Janne Tuohino (Finlandia), a także Colin McRae (Szkocja). Od roku 2006 Škodą Fabią w rajdach WRC ścigali się wyłącznie zawodnicy reprezentujący prywatne zespoły, między innymi: François Duval (Belgia) i jego piloci Patrick Pivato (Belgia), Jean-François Elst (Belgia) z zespołu First Motosport; Mattias Ekstrom i jego pilot Stefan Bergman (Szwecja); Andreas Aigner (Austria) i Klaus Wicha (Niemcy) z zespołu Red Bull Škoda Team oraz Jan Kopecký i Filip Schovánek (Czechy) z zespołu Kopecky Motorsport.

### Škoda Fabia Brisk RS 01 WRC
Škoda Fabia Brisk RS 01 WRC – bolid rajdowy zbudowany według reguł FIA do wyścigów w grupie J na bazie Škody Fabii przez spółkę Brisk z Tábora zaprezentowany w maju 2007 roku.
Nadwozie pojazdu zbudowano na bazie części seryjnej Fabii i innych samochodów Grupy Volkswagena, dodatkowo wykorzystano jednak elementy wykonane z lekkich stopów. Karoserii nadano jednak oryginalny kształt coupé. Samochód wyposażono w dwulitrowy, turbodoładowany silnik o mocy 500 KM przy 7800 obr./min, czyli o 200 KM więcej, niż dopuszcza regulamin klasy WRC. Napęd przenoszony jest za pomocą suchego sprzęgła i sześciostopniowej skrzyni biegów. Pozwala to osiągnąć maksymalną prędkość rzędu 200 km/h i rozpędzić auto do 100 km/h w 2,7 s.
Wymiary:
- Długość: 4002 mm
- Szerokość: 1890 mm
- Wysokość: 1270
- Masa własna: 1010 kg

### Škoda Fabia S2000

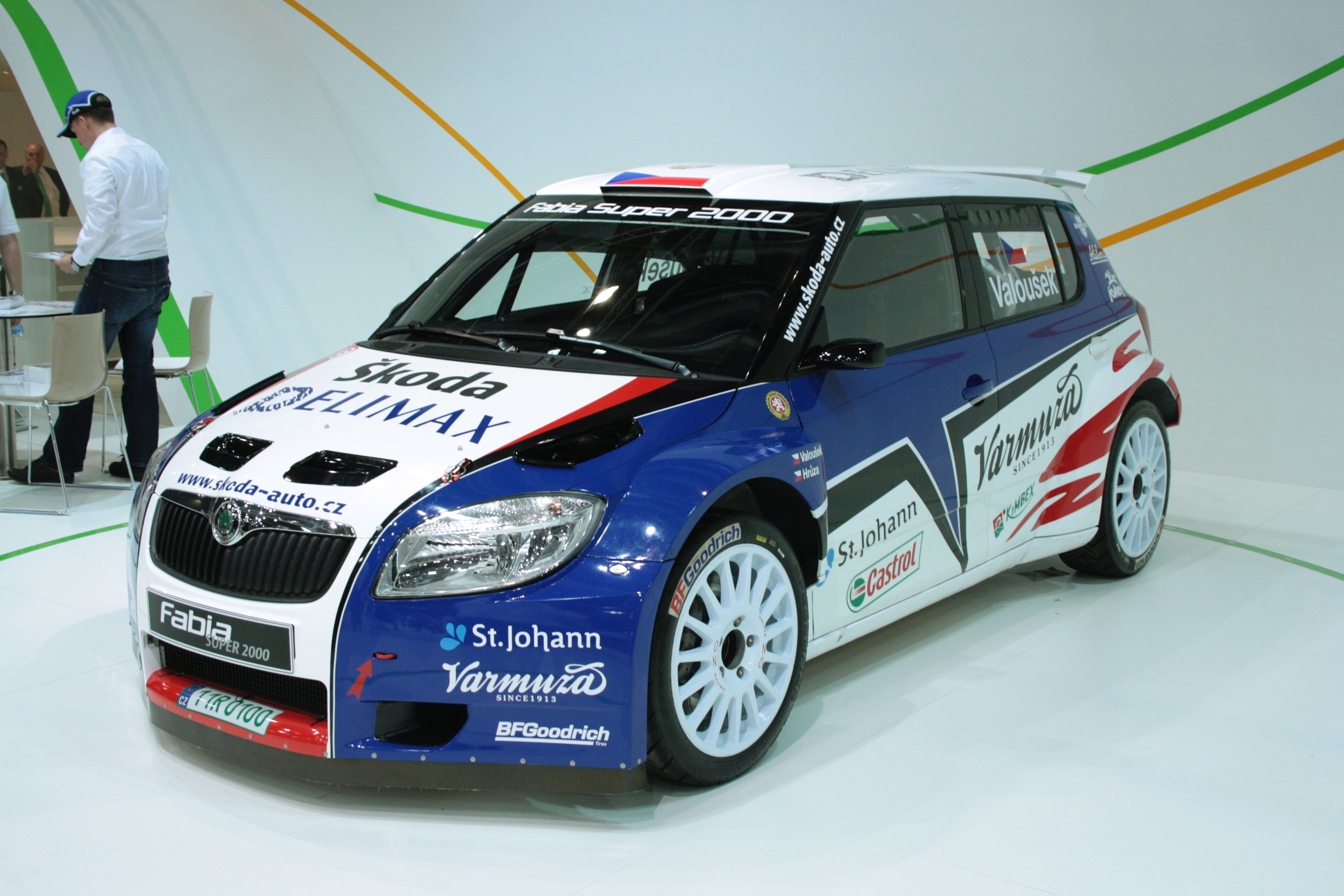
Škoda Fabia S2000

Koncept S2000, zbudowany na bazie Fabii drugiej generacji, został po raz pierwszy zaprezentowany na 77. Geneva Motor Show w marcu 2007 roku. Model ten, nawiązując do ponad stuletniej historii Škody w świecie sportów motorowych, wskazuje kierunek rozwoju rajdowych pojazdów z Mladá Boleslav. Początkowo planowano debiut samochodu już w roku 2007, jednak prace nad rajdówką opóźniały się.
Pojazd został stworzony zgodnie z najnowszymi obowiązującymi standardami FIA dotyczącymi samochodów klasy Super 2000. Samochód wyposażono w czterocylindrowy dwulitrowy silnik benzynowy o mocy ok. 260 KM; sekwencyjną skrzynię biegów o sześciu przełożeniach, i mechaniczne dyferencjały. Długość Fabii S2000 to 3992 mm, a jej rozstaw osi to 2486 mm. W przeciwieństwie do seryjnej Fabii II model S2000, napęd przenoszony jest na obie osie. Koniecznym wymogiem był także montaż klatki bezpieczeństwa oraz innych elementów typowych dla samochodu rajdowego, a wymaganych przez FIA.

### Škoda Fabia R5

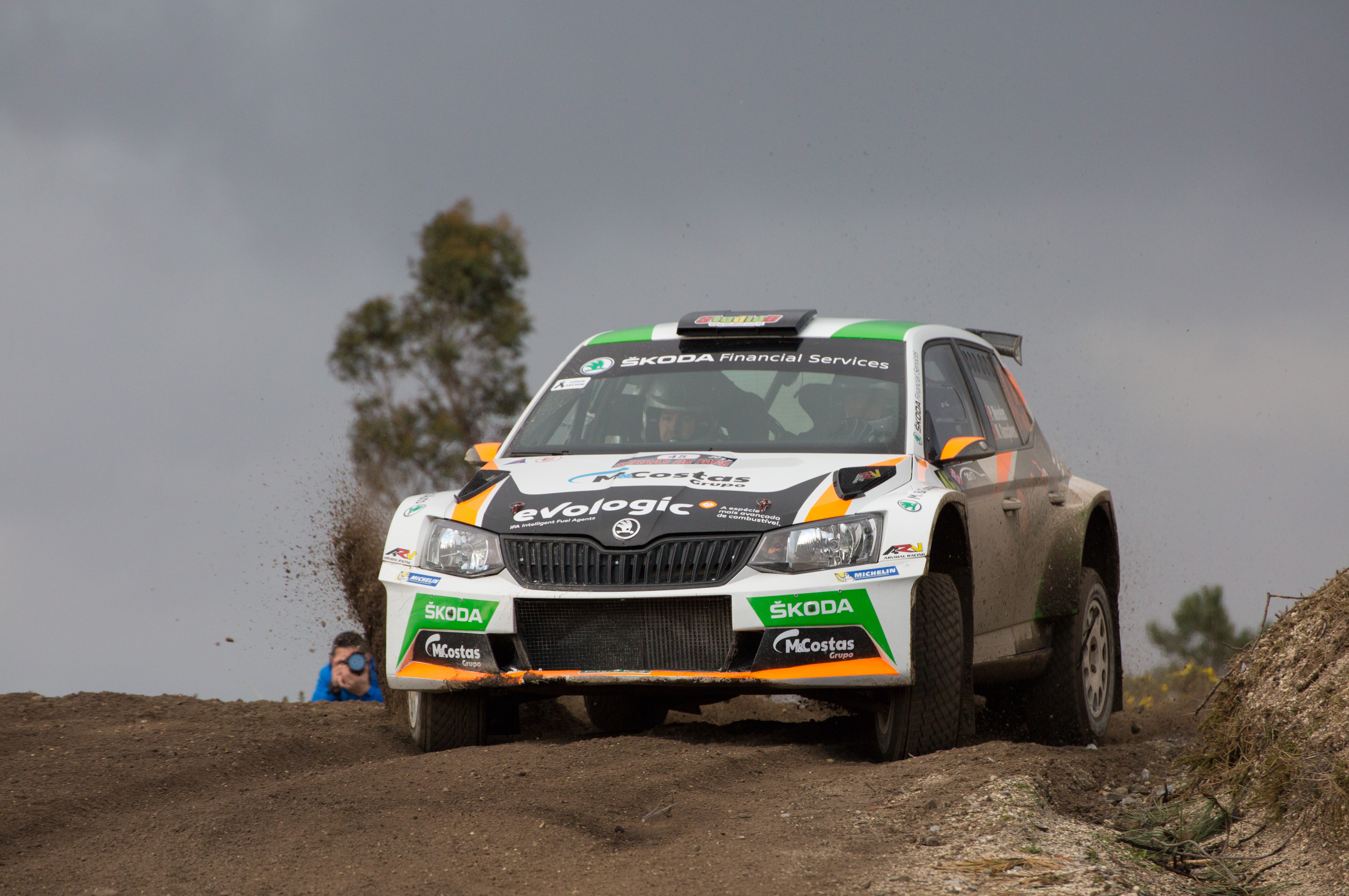
Škoda Fabia R5

Samochód rajdowy kategorii RC 2, klasy R5 (WRC2), który został pokazany na Essen Motor Show w roku 2014 powstały na bazie trzeciej generacji modelu Fabia. W Rajdowych Mistrzostwach Świata zadebiutowała w sezonie 2015 w Rajdzie Portugalii. Skoda Fabia R5 zastąpiła model zbudowany według specyfikacji Super 2000, tym samym zastępując jedną z najbardziej utytułowanych konstrukcji wyczynowych w całej 112-letniej historii marki.
 

## Sprzedaż w Polsce
| Rok  | Pozycja | Liczba sprzedanych sztuk | Udział w rynku |
| ---- | ------- | ------------------------ | -------------- |
| 2001 | 2       | 24 379                   | 7,4%           |
| 2002 | 2       | 26 241                   | 8,4%           |
| 2003 | 1       | 31 418                   | 8,6%           |
| 2004 | 2       | 26 411                   | 7,9%           |
| 2005 | 1       | 16 789                   | 6,7%           |
| 2006 | 1       | 16 473                   | 6,4%           |
| 2007 | 1       | 17 017                   | 5,4%           |
| 2008 | 1       | 14 717                   | 4,3%           |
| 2009 | 2       | 13 980                   | 4,2%           |
| 2010 | 2       | 12 706                   | 3,8%           |
| 2011 | 2       | 11 258                   | 3,5%           |
| 2012 | 2       | 9 743                    | 3,1%           |
| 2013 | 2       | 10 812                   | 3,8%           |
| 2014 | 2       | 9 626                    | 2,9%           |
| 2015 | 3       | 12 388                   | 3,0%           |
| 2016 | 2       | 15 072                   | 3.6            |
| 2017 | 1       | 18 914                   | 3.9%           |
| 2018 | 2       | 19 679                   | 4.3%           |
| 2019 | 3       | 17 096                   | 3,1%           |
| 2020 | 5       | 12 136                   | 2,8%           |
| 2021 | 6       | 10 605                   | 2,4%           |
| 2022 | 12      | 7 670                    | 1,8%           |
| 2023 | 12      | 7010                     | 1.5%           |
| 2024 | 15      | 6978                     | 1.3%           |